# Natalia Mola
Natalia Mola (Torino, 11 febbraio 1893 – Milano, 5 agosto 1981) è stata una pittrice italiana.

## Biografia
Discendente diretta del pittore Pier Francesco Mola (1612-1666), noto anche con lo pseudonimo de "Il Ticinese", contraddistintosi per la sua arte eclettica dipingendo affreschi dove fondeva il Rinascimento di Raffaello e Michelangelo con i colori tenui di Tiziano e Guercino, Natalia Mola nacque a Milano nel 1899, figlia del Generale Mola comandante della VIII Armata nella Guerra 1915-1918, e sorella della clavicembalista Corradina Mola.
Natalia Mola studiò e si formò artisticamente da giovanissima sotto la guida del piemontese Lorenzo Delleani, e successivamente, tra il 1923 e il 1929, si perfezionò agli ateliers di Montparnasse, diplomandosi all'Académie des beaux-arts.
Dal 1933 partecipò a numerose mostre in Italia e all'estero, in Turchia, nei Paesi Scandinavi, negli Stati Uniti d'America (New York), in Brasile (Rio de Janeiro), in Argentina (Buenos Aires), ricevendo premi e consensi da parte della critica.
Nel 1936 curò la mostra inaugurale milanese della Galleria Gian Ferrari, intitolata Prima rassegna della Donna italiana nel campo delle arti figurative.
In particolare Natalia Mola si distinse nella mostra parigina del 1937, intitolata Les femmes artistes d'Europe, nella sede della Galleria nazionale dello Jeu de Paume, organizzata dall'Italia e successivamente esportata al Metropolitan Museum of Art di New York; e nello stesso anno Natalia Mola organizzò una mostra itinerante nell'Europa settentrionale, su invito delle istituzioni finlandesi.
Negli anni trenta, Natalia Mola diede il suo contributo per far assumere alla nuova arte coloniale italiana una forma e uno stile.
Nel secondo dopoguerra, Natalia Mola fondò assieme ad Antonio Arosio, Anselmo Bucci e Nicolò Segota il "Gruppo degli Indipendenti" o la "Società artistica degli Indipendenti", affiliata e ispirata alla "Société des artistes indépendants" di Parigi, fondata nel 1884 da Paul Signac, che aveva come principio «l'indipendenza assoluta dell'artista e quindi della sua opera», come affermò Natalia Mola.
La "Società artistica degli Indipendenti" organizzò significative mostre collettive al Castello Sforzesco, al Palazzo Reale, all'Arengario, creò il premio di pittura "la Tavolozza d'oro", 
organizzò manifestazioni culturali con la partecipazione di importanti pittori europei.
Natalia Mola si specializzò soprattutto nel ritratto, dove evidenziò qualità di introspezione psicologica, e ricevette commissioni di personalità importanti, dai sovrani ai marajah e ai ministri.
Il suo stile, influenzato dalla passione per i miti antichi e da una visione estetizzante del mondo, si concretizzò grazie all'utilizzo di varie tecniche: dall'olio all'acquerello, dall'affresco all'encausto, sul quale realizzò studi accurati, realizzando lavori apprezzati per consistenza plastica, forza e efficacia di segno, vigore lirico negli accordi dei colori, pennellate
allegre e malinconiche incontenibili per una luminosità senza compromessi, come dimostrarono le sue opere principali, Concerto (Milano, Galleria d'Arte Moderna); Sibilla (Roma, Galleria nazionale d'arte moderna e contemporanea); San Giovanni che battezza Cristo (encausto, Milano, chiesa Mater Amabilis); Preparazione ad Imene (encausto, proprietà Mola).

## Opere
- Concerto (Milano, Galleria d'Arte Moderna);
- Sibilla (Roma, Galleria nazionale d'arte moderna e contemporanea); *San Giovanni che battezza Cristo (encausto, Milano, chiesa Mater Amabilis);
- Preparazione ad Imene (encausto, proprietà Mola).